# Wing Commander (film)
Pour les articles homonymes, voir Wing Commander.
 (mars 2020).
Si vous disposez d'ouvrages ou d'articles de référence ou si vous connaissez des sites web de qualité traitant du thème abordé ici, merci de compléter l'article en donnant les références utiles à sa vérifiabilité et en les liant à la section « Notes et références ».
Pour plus de détails, voir Fiche technique et Distribution.
Wing Commander est un film américain réalisé par Chris Roberts, sorti en 1999. C'est une adaptation du jeu vidéo d'Origin Systems (1990).

## Synopsis
En s'étendant à travers l'espace, la Confédération Terrienne est tombée sur une race mi-humaine mi-féline, les Kilrathis. D'une nature extrêmement belliqueuse, ceux-ci ont déclaré la guerre à l'humanité sans avertissement, guerre qui dure depuis des années. En 2654, Les Kilrathis organisent une attaque surprise contre la Base Pégasus, une base stratégique de la Confédération, et s'emparent du système central de navigation, le "Navcom", qui permet de calculer les voies d'accès directes à la Terre. La 3e Flotte défendant le Système Solaire étant trop loin pour intervenir à temps, un navire marchand devant rejoindre le dernier vaisseau de guerre encore présent dans la zone attaquée, le Porte-Vaisseau Tigerclaw, est mandaté pour transmettre de nouveaux ordres: repérer et retarder la flotte kilrathie par tous les moyens...

## Fiche technique
- Titre : Wing Commander
- Réalisation : Chris Roberts
- Scénario : Kevin Droney et Chris Roberts
- Production : Todd Moyer, Joseph Newton Cohen, Jean-Martial Lefranc et Romain Schroeder
- Budget : 30 millions de dollars
- Musique : David Arnold, James Newton Howard et Kevin Kiner
- Photographie : Thierry Arbogast
- Montage : Peter Davies
- Décors : Peter Lamont
- Costumes : Magali Guidasci
- Pays d'origine : États-Unis
- Format : Couleurs - 2,35:1 - Dolby Digital - 35 mm
- Genre : Science-fiction
- Durée : 100 minutes
- Dates de sortie : 12 mars 1999 (États-Unis), 7 juillet 1999 (France), 15 septembre 1999 (Belgique)

## Distribution
- Freddie Prinze Jr. (VF : Olivier Cordina) : Sous-lieutenant Christopher "Pilgrim" Blair
- Tchéky Karyo (VF : lui-même) : Contre-Amiral James "Paladin" Taggart, renseignements naval
- Saffron Burrows (VF : Stéphanie Murat) : Lieutenant-Commandant Janette "Angel" Devereaux
- Matthew Lillard (VF : Ludovic Baugin) : Sous-Lieutenant Todd "Maniac" Marshall
- Ginny Holder (VF : Magali Berdy) : Lieutenant Rosie "Sassie" Forbes
- David Suchet (VF : François Dunoyer) : Capitaine Jason Sansky, Commandant du Tigerclaw
- Jürgen Prochnow (VF : Hervé Jolly) : Commandant Paul Gerald, Commandant en second du Tigerclaw
- David Warner (VF : Marc Cassot) : Amiral Geoffrey Tolwyn, Commandant de la 3e Flotte
- Ken Bones : Amiral William "Bill" Wilson, Commandant de la Base Pegasus
- Hugh Quarshie : Lieutenant Obutu

## Cascadeur
- Rick Wiessenhaan : Coordinateur cascade
- Nicolas de Pruyssenaere : Doublure Cascade
- Annemiex Boonstra : Cascadeur
- Willem de Beukelaer : Cascadeur
- Roland Goddijn : Cascadeur
- Martin Lader : Cascadeur
- Yuma Li : Cascadeur
- Samir Bezzah : Cascadeur
- Patrick Rappard : Cascadeur
- Sustar Silvo : Cascadeur
- Michel Struik
- Richard van Drempt : Cascadeur
- Ray Weaver : Cascadeur
- Randy Wener : Cascadeur
- Diana Wiersma : Cascadeuse

## Autour du film
- Chris Roberts, le réalisateur du film, est aussi celui du jeu vidéo Wing Commander.
- La voix de Merlin dans la version originale est celle de Mark Hamill, qui interprétait le personnage de Christopher Blair dans le jeu vidéo.